# Butrea/Piasa Ulu
Butrea/Piasa Ulu is een bestuurslaag in het regentschap Asahan van de provincie Noord-Sumatra, Indonesië. Butrea/Piasa Ulu telt 2892 inwoners (volkstelling 2010).